# Sabri Godo
Sabri Godo, född 8 augusti 1929 i Delvina i Albanien, död 3 december 2011, var en albansk politiker och författare.

## Biografi
Godo gick i grundskolan i hemkommunen och läste vid gymnasiet i Tirana. Både hans far och mor fick fly från Albanien på grund av politisk förföljelse. Sabri Godo grundade Albaniens republikanska parti och var dess partiledare i elva års tid. Han var ledamot i Albaniens parlament och ordförande i kommissionen för social- och utrikesfrågor.
Sabri Godo dog av lungcancer i Tirana år 2011.